# Bengt Steneby
Bengt Olof Magnus Steneby, född den 7 mars 1953 i Masthuggets församling i Göteborg, är en svensk arkitekt, uppfinnare och företagare.
Steneby är främst känd som uppfinnare av en teknik för att genom en kollektor samla in direkt solljus och via fiberoptik kunna leda detta i kabel för upplysningsändamål i exempelvis delar av en byggnad som saknar fönster. Tillsammans med byggnadsingenjören Torsten Mattson samt studenter vid Chalmers entreprenörskola har Steneby kommersialiserat denna teknik genom företaget Parans daylight AB, vilket sålt produkten till bland annat Australien, Filippinerna, Kina, Indien, USA, Kanada och diverse EU-länder. I Sverige används tekniken bland annat av Södertälje sjukhus. USA.s dåvarande Sverigeambassadör Michael M. Wood förde 2007 upp Parans på sin lista över särskilt intressanta svenska energi- och miljöteknikföretag.
Steneby och ytterligare fyra personer bakom Parans belönades 2008 med Världsnaturfondens Carl Mannerfeltpris med motiveringen att deras teknik för att transportera dagsljus "är ett utmärkt exempel på en insats som förenar miljö med en långsiktigt hållbar ekonomisk och teknisk utveckling".